# 57-мм протитанкова гармата зразка 1941 року (ЗІС-2)
ЗІС-2 — 57-мм протитанкова гармата. Головний конструктор — В. М. Грабін. Розробка почалася у травні 1940 року і на початку 1941 року гармата ЗіС-2 була прийнята на озброєння з офіційною назвою «57-мм протитанкова гармата зразка 1941 р.».
Виробництво ЗІС-2 було почато 1 червня 1941 року і припинено 1 грудня 1941 року з ініціативи маршалів Н. Н. Воронова і Г. Л. Говорова, за цей період було зроблено лиш 371 одиниць. Основним приводом зняття з виробництва було те, що нібито для даної гармати немає гідних цілей. В результаті, Червона Армія, що й так що не мала протитанкових засобів, позбавилася й протитанкової гармати.
Підсумки боїв проти німецьких танків «Тигр» і «Пантера» показали їхню слабку уразливість радянською артилерією і 15 червня 1943 року гармата ЗІС-2 була знову прийнята на озброєння з новою офіційною назвою «57-мм протитанкова гармата зразка 1943 р.».

## Тактико-технічні характеристики
- Калібр : 57 мм
- Дулова швидкість снаряда: 760 м/с
- Максимальний кут узвишшя : 25 градусів
- Мінімальний кут відмінювання: −5 градуси
- Кут горизонтального обстрілу: 54 градуса
- Маса в бойовому положенні : 1250 кг
- Маса в похідному положенні : 1650 кг
- Швидкість вогню: до 25 пострілів на хвилину
- Максимальна дистанція стрільби: 8400 м
- Максимальна дистанція прямого вогню: 1120 м
- Бронебійність: 106 мм гомогенної броні середньої твердості на 500 м по нормалі каліберним бронебійним снарядом.